# The Mononoke Lecture Logs of Chuzenji-sensei
«The Mononoke Lecture Logs of Chuzenji-sensei: He Just Solves All the Mysteries» (яп. 中禅寺先生物怪講義録 先生が謎を解いてしまうから, Chūzenji-sensei Mononoke Kōgiroku: Sensei ga Nazo o Toite Shimaukara, Лекції пана Чюдзенджі про мононоке: Він розкриє будь-яку таємницю) — манґа, написана та ілюстрована Акі Шімізу. Її серіалізація розпочалася в жовтні 2019 року в журналі сьонен-манґи «Shōnen Magazine Edge» видавництва Kodansha. Після припинення випуску журналу в жовтні 2023 року серію було перенесено на вебсайт «Comic Days» того ж видавництва у грудні того ж року. Серія заснована на серії романів «Rozen Kreuz Series», створеній Нацухіко Кьоґоку. Аніме-телесеріал, створений студією 100studio, прем'єра якого відбулася у квітні 2025 року, а закінчилась у червні того ж року.

## Персонажі
Канна Кусакабе (яп. 日下部 栞奈, Kusakabe Kanna)
Сейю: Каорі Маеда
Акіхіко Чюдзенджі (яп. 中禅寺 秋彦, Chūzenji Akihiko)
Сейю: Кацуюкі Коніші
Рейдзіро Енокізу (яп. 榎木津 礼二郎, Enokizu Reijirō)
Сейю: Шінноске Тачібана
Тацумі Секіґучі (яп. 関口 巽, Sekiguchi Tatsumi)
Сейю: Шую Нішіджі
Шутаро Кіба (яп. 木場 修太郎, Kiba Shūtarō)
Сейю: Таканорі Хошіно
Ацуко Чюдзенджі (яп. 中禅寺敦子, Chūzenji Atsuko)
Сейю: Ай Фуріхата
Чізуко Чюдзенджі (яп. 中禅寺千鶴子, Chūzenji Chizuko)
Сейю: Ай Каяно
Юкіе (яп. 雪絵)
Сейю: Каору Сакура
Соічіро Енокізу (яп. 中禅寺千鶴子, Enokizu Soichiro)
Сейю: Міцуру Міямото
Шізуе Мінода (яп. 蓑田静江, Minoda Shizue)
Сейю: Сакі Оґасавара
Ханайо Ренджьо (яп. 連城花代, Renjō Hanayo)
Сейю: Юкійо Фуджії
Рьоко Оґава (яп. 小川涼子, Ogawa Ryōko)
Сейю: Хікару Акао
Такеші Кода (яп. 幸田武, Kōda Takeshi) / Таке-бо (яп. タケ坊)
Сейю: Ватару Хатано

## Медіа

### Манґа
Манґа-серія «Лекції пана Чюдзенджі про мононоке: Він розкриє будь-яку таємницю», написана та ілюстрована Акі Шімізу, розпочала свою серіалізацію 17 жовтня 2019 року в журналі сьонен-манґи «Shōnen Magazine Edge» видавництва Kodansha. Після виходу останнього номера журналу 17 жовтня 2023 року, 20 грудня того ж року серію було перенесено на вебсайт «Comic Days» видавництва Kodansha. Серія заснована на серії романів «Rozen Kreuz Series», створеній Нацухіко Кьоґоку. Станом на березень 2025 року її розділи зібрано в одинадцять томів у форматі танкобон.

#### Томи
| №  | Дата виходу     | ISBN                   |
| -- | --------------- | ---------------------- |
| 1  | 17 липня 2020   | ISBN 978-4-06-520247-0 |
| 2  | 17 серпня 2020  | ISBN 978-4-06-520514-3 |
| 3  | 17 березня 2021 | ISBN 978-4-06-522668-1 |
| 4  | 15 липня 2021   | ISBN 978-4-06-524160-8 |
| 5  | 17 лютого 2022  | ISBN 978-4-06-526848-3 |
| 6  | 17 серпня 2022  | ISBN 978-4-06-528958-7 |
| 7  | 17 квітня 2023  | ISBN 978-4-06-531367-1 |
| 8  | 17 жовтня 2023  | ISBN 978-4-06-533359-4 |
| 9  | 9 травня 2024   | ISBN 978-4-06-535576-3 |
| 10 | 8 жовтня 2024   | ISBN 978-4-06-537212-8 |
| 11 | 7 березня 2025  | ISBN 978-4-06-538737-5 |

### Аніме
1 жовтня 2024 року було анонсовано виробництво аніме-телесеріалу, що є адаптацією манґи. Виробництвом займається студія 100studio під режисурою Чіхіро Кумано, сценарій написав Ацуші Ока, дизайн персонажів розробив Масахіко Сузукі, а музику створили Кейічі Хірокава та Рюічі Такада. Прем'єра серіалу відбулася 7 квітня 2025 року, а закінчилась трансляція 23 червня 2025 року на телеканалі TV Tokyo та інших мережах. Початковою музичною темою є композиція «Kanojo wa Ima, Meikyuu no Naka.» (яп. 彼女は今、迷宮の中, Вона зараз у лабіринті), виконана HoneyWorks за участі Kaf, а завершальною темою стала пісня «Kimi no Shiranai Koto» (яп. 君の知らないこと, Те, чого ти не знаєш) у виконанні Sizuk. Компанія Medialink отримала ліцензію на трансляцію серіалу в Південній та Південно-Східній Азії на YouTube-каналі Ani-One Asia.

#### Серії
| № серії | Назва серії | Оригінальна дата показу |
| ------- | --- | ----------------------- |
| 1       | «The New Teacher with a Stern Face» Транслітерація: «Bucchōzura na Shin-nin Kōshi» (яп. 仏頂面な新任講師)         | 7 квітня 2025           |
| 2       | «Red Paper, Blue Paper» Транслітерація: «Akai Kami・Aoi Kami» (яп. 赤い紙・青い紙)                                | 14 квітня 2025          |
| 3       | «The Man in the Blue Cloak» Транслітерація: «Ao Manto no Otoko» (яп. 青マントの男)                                | 21 квітня 2025          |
| 4       | «The Midsummer God's Prank» Транслітерація: «Manatsu no Kami no Itazura» (яп. 真夏の神のいたずら)                 | 28 квітня 2025          |
| 5       | «Doppelganger» Транслітерація: «Dopperugengā» (яп. ドッペルゲンガー)                                              | 5 травня 2025           |
| 6       | «The Wicker Basket That Must Not Be Opened» Транслітерація: «Akete wa Ikenai Tsudzura» (яп. 開けてはいけない葛籠) | 12 травня 2025          |
| 7       | «A Monster Cat is Here» Транслітерація: «Bake Neko no Raihō» (яп. 化け猫の来訪)                                   | 19 травня 2025          |
| 8       | «Grim Reaper's Score» Транслітерація: «Sinigami no Gakuhu» (яп. 死神の楽譜)                                       | 26 травня 2025          |
| 9       | «Rumor of the Haunted House» Транслітерація: «Yūrei Yashiki no Uwasa» (яп. 幽霊屋敷の噂)                          | 2 червня 2025           |
| 10      | «The Pranks of the Brownie» Транслітерація: «Buraunī no Itazura» (яп. ブラウニーのいたずら)                       | 9 червня 2025           |
| 10      | «Salome's Head» Транслітерація: «Sarome no Kubi» (яп. サロメの首)                                                 | 9 червня 2025           |
| 11      | «The Girl Enjoys Delicacies in Autumn» Транслітерація: «Aki Takaku Otome Hōbaru» (яп. 秋高く乙女頬張る)           | 16 червня 2025          |
| 12      | «Paranormal Detective Kanna» Транслітерація: «Shinrei Tantei Kanna» (яп. 心霊探偵 栞奈)                           | 23 червня 2025          |

## Нотатки
1. 1 2  Згідно з інформацією від TV Tokyo, прем'єра серіалу відбулася 7 квітня 2025 року о 25:30 за японським стандартним часом (JST), що фактично відповідає 8 квітня о 1:30 ночі за JST. Проте, телеканал AT-X показав серію раніше, також 7 квітня.